# 올림픽 소련 선수단

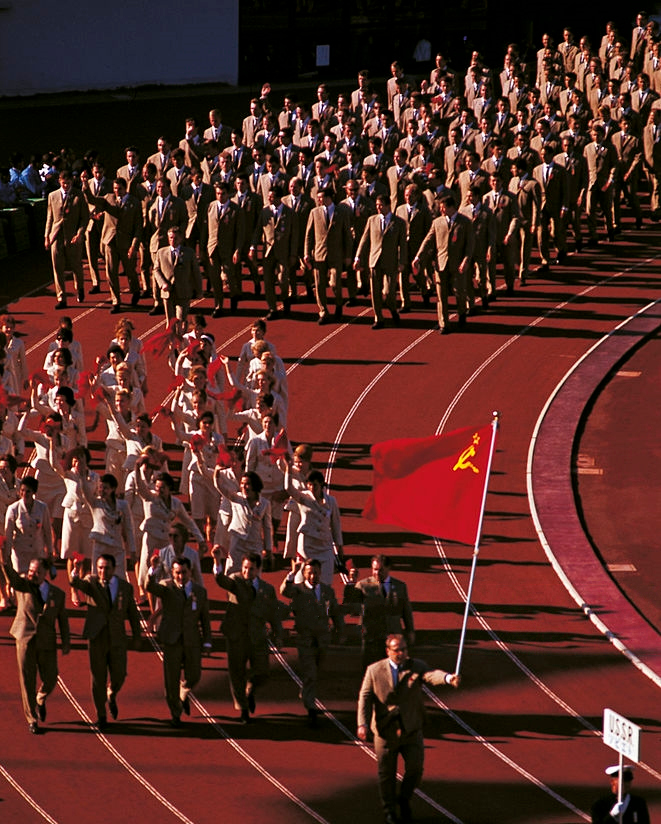
1964년 도쿄 올림픽 개막식 당시 주경기장으로 입장하는 소련 선수단 (기수: 유리 블라소프)

올림픽 소련 선수단은 소련을 대표하여 올림픽에 참가한 선수단이다. 1952년 헬싱키 올림픽에 처음 참가하였으며 그 이후로 하계 올림픽과 동계 올림픽에 총 18회 참가하였다.
하계 올림픽에서는 9회 참가 동안 종합순위 1위를 6회, 2위를 3회 차지하였으며 올림픽 미국 선수단과 각축을 벌였다. 동계 올림픽에서도 마찬가지로 9회 참가 동안 종합순위 1위를 7회, 2위를 2회 차지하였다. 이 같은 소련의 엄청난 성과는 국제 무대에서 정치적 목표를 달성하기 위해 국가 차원에서 스포츠 부문에 집중적으로 투자한 덕분인 것으로도 여겨진다.
1917년 11월 러시아 혁명과 1917년~1922년 러시아 내전 이후 건국된 소비에트 연방은 이데올로기적 원칙에 따라 한동안 국제 스포츠 무대에 참가하지 않았다. 그러나 제2차 세계 대전 이후 소련 정부에서는 올림픽 대회에 참가하여 우위를 점하는 것이 공산주의를 선전하는 효과적인 수단임을 인식하기 시작하였다. 이 같은 변화에 따라 1951년 4월 21일 소련 올림픽 위원회가 수립되었으며 그해 5월 7일 제45차 IOC 총회에서 국제올림픽위원회 (IOC)의 승인을 받았다. 또 같은해 소련 대표 콘스탄틴 안드리아노프가 IOC 위원으로 선출됨으로서 소련은 올림픽 운동의 정식 일원으로 발돋움하였다.
첫 대회인 1952년 헬싱키 올림픽에 출전한 소련은, 7월 20일 원반던지기 종목에 출전한 니나 로마슈코바가 올림픽 신기록 경신과 함께 첫번째 올림픽 금메달을 획득하면서 화려한 데뷔를 알렸다. 이 대회에서 소련은 종합순위 2위에 오르는 기염을 토했다. 역시 처음 출전한 1956년 코르티나담페초 동계 올림픽에서 크로스컨트리 스키 여자 10km 종목에 출전한 류보프 코지레바가 첫 동계올림픽 금메달을 획득하였으며, 종합순위 1위를 기록하였다.
이후 1980년 하계 올림픽이 소련 수도 모스크바에서 개최되었으나, 미국을 비롯한 여러 제1세계 국가들이 소련의 아프가니스탄 침공에 항의하는 뜻으로 참가 불참을 선언함으로서 빛을 바랬다. 소련은 이에 대한 보복으로 미국에서 개최된 1984년 로스앤젤레스 올림픽에 불참을 선언하였으며 공산주의 진영의 여러 국가도 뜻을 같이 하였다. 그 다음 대회인 1988년 서울 올림픽이 되어서야 소련과 미국은 불참 없이 함께 출전하게 되었다.
1991년 12월 26일 소련 해체로 더 이상 소련 선수단의 출전은 불가하게 되었으며, 소련 올림픽 위원회는 한동안 유지되다가 1992년 3월 12일에 해산되었다. 그해 열린 1992년 알베르빌 동계 올림픽과 1992년 바르셀로나 올림픽에서는 구소련 국가들이 연합 선수단이라는 이름으로 오륜기를 내걸고 출전하였으며, 종합순위에서 각각 2위, 1위를 차지하였다. 소련 병합 이전 개별국가로 참가한 이력이 있는 라트비아, 리투아니아, 에스토니아의 발트 3국은 각자의 국명으로 개별 참가하였다. 연합 선수단에 참여한 국가들이 개별 참가하게 된 것은 1994년 동계 올림픽과 1996년 하계 올림픽부터였다.

## 유치 대회
소련은 다음 올림픽 대회를 유치하였다.
| 대회               | 개최도시        | 날짜             | 참가국 | 참가선수 | 종목수  |
| ------------------ | --------------- | ---------------- | ------ | -------- | ------- |
| 1980년 하계 올림픽 | 러시아 모스크바 | 7월 19일~8월 3일 | 80개국 | 5,179명  | 203종목 |

유치 도전에 나섰으나 실패로 돌아간 대회는 다음과 같다.
| 대회               | 후보도시        | 개최도시        |
| ------------------ | --------------- | --------------- |
| 1976년 하계 올림픽 | 러시아 모스크바 | 캐나다 몬트리올 |

## 참가 이력

### 연도별 참가 이력
| 연도      | 선수단            | 선수단                            | 선수단                     | 선수단            | 선수단 | 선수단                                                       |
| --------- | ----------------- | --------------------------------- | -------------------------- | ----------------- | --- | ------------------------------------------------------------ |
| 1900~1912 | 러시아 제국 (RU1) | 러시아 제국 (RU1)                 | 러시아 제국 (RU1)          | 러시아 제국 (RU1) | 러시아 제국 (RU1) | 러시아 제국 (RU1)                                            |
| 1920      | 에스토니아 (EST)  |                                   |                            |                   | |                                                              |
| 1924~1936 | 에스토니아 (EST)  | 라트비아 (LAT) · 리투아니아 (LTU) |                            |                   | |                                                              |
| 1952~1988 | 소련 (URS)        | 소련 (URS)                        | 소련 (URS)                 | 소련 (URS)        | 소련 (URS) | 소련 (URS)                                                   |
| 1992      | 에스토니아 (EST)  | 라트비아 (LAT) · 리투아니아 (LTU) | 연합 (EUN)                 | 연합 (EUN)        | 연합 (EUN) | 연합 (EUN)                                                   |
| 1994      | 에스토니아 (EST)  | 라트비아 (LAT) · 리투아니아 (LTU) | 러시아 (RUS)               | 벨라루스 (BLR)    | 아르메니아 (ARM) · 조지아 (GEO) · 카자흐스탄 (KAZ) · 키르기스스탄 (KGZ) · 몰도바 (MDA) · 우크라이나 (UKR) · 우즈베키스탄 (UZB) |                                                              |
| 1996~2016 | 에스토니아 (EST)  | 라트비아 (LAT) · 리투아니아 (LTU) | 러시아 (RUS)               | 벨라루스 (BLR)    | 아르메니아 (ARM) · 조지아 (GEO) · 카자흐스탄 (KAZ) · 키르기스스탄 (KGZ) · 몰도바 (MDA) · 우크라이나 (UKR) · 우즈베키스탄 (UZB) | 아제르바이잔 (AZE) · 타지키스탄 (TJK) · 투르크메니스탄 (TKM) |
| 2018      | 에스토니아 (EST)  | 라트비아 (LAT) · 리투아니아 (LTU) | 러시아 출신 (OAR)          | 벨라루스 (BLR)    | 아르메니아 (ARM) · 조지아 (GEO) · 카자흐스탄 (KAZ) · 키르기스스탄 (KGZ) · 몰도바 (MDA) · 우크라이나 (UKR) · 우즈베키스탄 (UZB) | 아제르바이잔 (AZE) · 타지키스탄 (TJK) · 투르크메니스탄 (TKM) |
| 2020~2022 | 에스토니아 (EST)  | 라트비아 (LAT) · 리투아니아 (LTU) | 러시아 올림픽 위원회 (ROC) | 벨라루스 (BLR)    | 아르메니아 (ARM) · 조지아 (GEO) · 카자흐스탄 (KAZ) · 키르기스스탄 (KGZ) · 몰도바 (MDA) · 우크라이나 (UKR) · 우즈베키스탄 (UZB) | 아제르바이잔 (AZE) · 타지키스탄 (TJK) · 투르크메니스탄 (TKM) |
| 2024~     | 에스토니아 (EST)  | 라트비아 (LAT) · 리투아니아 (LTU) | 개인 중립 (AIN)            | 개인 중립 (AIN)   | 아르메니아 (ARM) · 조지아 (GEO) · 카자흐스탄 (KAZ) · 키르기스스탄 (KGZ) · 몰도바 (MDA) · 우크라이나 (UKR) · 우즈베키스탄 (UZB) | 아제르바이잔 (AZE) · 타지키스탄 (TJK) · 투르크메니스탄 (TKM) |

## 메달 집계
| 대회                | 선수 | 금   | 은   | 동   | 총합 | 순위 |
| 1952년 헬싱키       | 295  | 22   | 30   | 19   | 71   | 2    |
| 1956년 멜버른       | 283  | 37   | 29   | 32   | 98   | 1    |
| 1960년 로마         | 284  | 43   | 29   | 31   | 103  | 1    |
| 1964년 도쿄         | 319  | 30   | 31   | 35   | 96   | 2    |
| 1968년 멕시코시티   | 313  | 29   | 32   | 30   | 91   | 2    |
| 1972년 뮌헨         | 373  | 50   | 27   | 22   | 99   | 1    |
| 1976년 몬트리올     | 410  | 49   | 41   | 35   | 125  | 1    |
| 1980년 모스크바     | 489  | 80   | 69   | 46   | 195  | 1    |
| 1984년 로스앤젤레스 | 불참 | 불참 | 불참 | 불참 | 불참 | 불참 |
| 1988년 서울         | 481  | 55   | 31   | 46   | 132  | 1    |
| 총합                | 총합 | 395  | 319  | 296  | 1010 | 2    |

| 대회                  | 선수 | 금 | 은 | 동 | 총합 | 순위 |
| 1956년 코르티나담페초 | 55   | 7  | 3  | 6  | 16   | 1    |
| 1960년 스쿼밸리       | 62   | 7  | 5  | 9  | 21   | 1    |
| 1964년 인스부르크     | 69   | 11 | 8  | 6  | 25   | 1    |
| 1968년 그르노블       | 74   | 5  | 5  | 3  | 13   | 2    |
| 1972년 삿포로         | 78   | 8  | 5  | 3  | 16   | 1    |
| 1976년 인스부르크     | 79   | 13 | 6  | 8  | 27   | 1    |
| 1980년 레이크플래시드 | 86   | 10 | 6  | 6  | 22   | 1    |
| 1984년 사라예보       | 99   | 6  | 10 | 9  | 25   | 2    |
| 1988년 캘거리         | 101  | 11 | 9  | 9  | 29   | 1    |
| 총합                  | 총합 | 78 | 57 | 59 | 194  | 4    |

| 종목        | 금  | 은  | 동  | 합계 |
| ----------- | --- | --- | --- | ---- |
| 체조        | 73  | 67  | 44  | 184  |
| 육상        | 64  | 55  | 74  | 193  |
| 레슬링      | 62  | 31  | 23  | 116  |
| 역도        | 39  | 21  | 2   | 62   |
| 카누        | 29  | 13  | 9   | 51   |
| 펜싱        | 18  | 15  | 16  | 49   |
| 사격        | 17  | 15  | 17  | 49   |
| 복싱        | 14  | 19  | 18  | 51   |
| 수영        | 12  | 21  | 26  | 59   |
| 조정        | 12  | 20  | 10  | 42   |
| 사이클      | 11  | 4   | 9   | 24   |
| 배구        | 7   | 4   | 1   | 12   |
| 승마        | 6   | 5   | 4   | 15   |
| 유도        | 5   | 5   | 13  | 23   |
| 근대5종     | 5   | 5   | 5   | 15   |
| 요트        | 4   | 5   | 3   | 12   |
| 다이빙      | 4   | 4   | 6   | 14   |
| 농구        | 4   | 4   | 4   | 12   |
| 핸드볼      | 4   | 1   | 1   | 6    |
| 수구        | 2   | 2   | 3   | 7    |
| 축구        | 2   | 0   | 3   | 5    |
| 양궁        | 1   | 3   | 3   | 7    |
| 하키        | 0   | 0   | 2   | 2    |
| 합계 (23개) | 395 | 319 | 296 | 1010 |

| 종목           | 금 | 은 | 동 | 합계 |
| -------------- | -- | -- | -- | ---- |
| 크로스컨트리   | 25 | 22 | 21 | 68   |
| 스피드스케이팅 | 24 | 17 | 19 | 60   |
| 피겨스케이팅   | 10 | 9  | 5  | 24   |
| 바이애슬론     | 9  | 5  | 5  | 19   |
| 아이스하키     | 7  | 1  | 1  | 9    |
| 루지           | 1  | 2  | 3  | 6    |
| 봅슬레이       | 1  | 0  | 2  | 3    |
| 스키점프       | 1  | 0  | 0  | 1    |
| 노르딕복합     | 0  | 1  | 2  | 3    |
| 알파인스키     | 0  | 0  | 1  | 1    |
| 합계 (10개)    | 78 | 57 | 59 | 194  |

## 논란

### 프로 선수 논란
올림픽 대회에 출전한 소련 선수단은 당시 올림픽 정신으로 취급되던 아마추어 선수 출전 규정을 어긴 선수단으로 악명이 높았다. 소련 선수단의 각 선수들은 명목상으로는 직업을 지니고 있더라도 실제로는 국가의 지원을 받고 풀타임으로 훈련했던 것이다. 또 이 때문에 소련 선수단은 학생이나 아마추어 선수들로 구성된 미국 등 서방 국가의 선수단에 비해 큰 이점을 누렸다는 것이 스포츠 학계의 평가다. 실제로 소련은 1968년 하계 올림픽 이래 메달 순위에서 1위를 독점하였으며, 2위로 내려앉은 것은 1984년 동계 올림픽에서 다른 동구권 국가인 동독에 밀린 것이 유일했다. 아마추어 출전 규정은 1980년대 후반에야 완화되었으며 소련 붕괴 이후인 1990년대에 와서야 폐지되었다.

### 도핑 문제
영국 기자 앤드류 제닝스에 의하면 국제올림픽위원회 (IOC) 반도핑 기관에 KGB 대령이 위장전입하여 참가선수들의 도핑검사를 약화시켰다고 하며, 소련 선수들은 이들의 엄청난 노력으로 구제받았다고 전해진다. 1980년 하계 올림픽을 다룬 1989년 오스트레일리아의 한 연구에서는 "모스크바 올림픽에서 메달을 딴 선수, 특히 금메달을 딴 선수 가운데 한가지 이상의 약물을 복용하지 않은 선수는 거의 없으며, 여러 종류의 약물을 복용한 것이 일반적이었다. 모스크바 올림픽은 차라리 화학자들의 올림픽이라 불러야 할지도 모른다"는 결론을 내렸다.
2016년 입수된 소련 내부 문건에서는 1984년 로스앤젤레스 올림픽을 대비해 육상 종목에서 국가 차원의 도핑 체계를 구축하려는 계획이 밝혀지기도 했다. 소련이 올림픽 불참을 결정하기 전에 작성된 이 문건은 기존의 스테로이드 투여계획 운영방식과 개선방안이 상세히 밝혀져 있다. 소련 육상대표에게 전달된 이 문서는 체육문화연구소의 세르게이 포르투갈로프 박사가 작성한 것으로 되어 있다. 포르투갈로프 박사는 2016년 리우데자네이루 올림픽을 앞두고 러시아 도핑 투여계획 시행에 관여한 주요인사이기도 하다.

### 기수 문제
소련 당국은 올림픽 개막식에 나서는 기수가 육체적으로 강한 사람, 뛰어난 운동선수의 모범을 보여줄 것으로 기대되는 사람이어야 한다고 보았다. 따라서 소련 선수단의 기수는 보조기수의 도움 없이 한 손으로 국기를 들고 개막식 내내 휘둘러야 했다. 1960년대 기준으로 소련 국기의 무게는 16kg에 달했으며 갑작스러운 바람으로 인해 신체적 부담이 더욱 가중될 수 있었기 때문에 선수 개인에게 있어서 엄청난 체력적 부담을 요했다. 따라서 하계 올림픽 개막식의 기수는 다음날 경기를 치르지 않아도 되는 헤비급 역도 선수, 레슬링 선수가 선정되곤 했다.
소련 당국이 생각했던 기수의 또다른 자격으로는 해당 선수가 대회에서 금메달을 획득할 것이라는 점이었다. 이 때문에 1952년 하계 올림픽 기수로 나섰던 야코프 쿠첸코, 1956년 하계 올림픽 기수로 나섰던 알렉세이 메드베데프는 금메달을 획득하기에는 부족하다고 판단되어 아예 출전이 허용되지 못하는 황당한 사건도 있었다. 두 선수 모두 헤비급 역도 선수로서 정상급 기량을 갖추고 있었는데, 쿠첸코는 1950년 세계 선수권 대회 2위를, 메드베데프는 1956년, 1957년 세계 선수권 대회 1위를 차지한 바 있다.

## 같이 보기
- 소련의 올림픽 기수 목록
- 패럴림픽 소련 선수단

## 참고 자료
- (영어) “Soviet Union”. SR/Olympic Sports. 2020년 4월 17일에 원본 문서에서 보존된 문서. 2011년 10월 30일에 확인함.